# Wielisław Złotoryjski
Wielisław Złotoryjski (niem. Wilenberg) – część wsi Sędziszowa w Polsce, położona w województwie dolnośląskim, w powiecie złotoryjskim, w gminie Świerzawa.
Wielisław Złotoryjski leży na Pogórzu Kaczawskim w Sudetach, u podnóża Wielisławki.
W latach 1975–1998 Wielisław Złotoryjski położony był w województwie jeleniogórskim.

## Zabytki
Do wojewódzkiego rejestru zabytków wpisany jest:
- zamek, w ruinie, z XVI w.